# آیگوابیبا
آیگوابیبا (به اسپانیایی: Aiguaviva) یک شهرستان در اسپانیا است که در کاتالونیا واقع شده‌است.

## خصوصیات
آیگوابیبا ۱۳٫۹۱ کیلومترمربع مساحت و ۷۵۴ نفر جمعیت دارد.